# Lauterhofen
Lauterhofen település Németországban, azon belül Bajorországban. Lakosainak száma 3760 fő (2023. december 31.).

## Népesség
A település népessége az elmúlt években az alábbi módon változott:
| Lakosok száma | 690  | 1432 | 1820 | 3167 | 3627 | 3679 | 3701 | 3696 | 3758 | 3760 |
|               | 1875 | 1950 | 1975 | 1987 | 2012 | 2014 | 2016 | 2017 | 2021 | 2023 |